# 埃德蒙顿
（英語： /ˈɛdməntən/ （ⓘ），加拿大华人旧译作點問頓）是加拿大艾伯塔省的首府，人口为1,010,899人（2021年数据），而大埃德蒙顿地区（CMA）人口为1,418,118（2021年数据）。埃德蒙顿是加拿大人口第二多的省会城市（排在多伦多之后），亦是加拿大的第五大城市及第六大的都会区。埃德蒙顿是埃尔伯塔省的文化、政府和教育中心，城市拥有轻轨运输，一年有许多节日，大多集中在夏季，并有北美面积第二大及加拿大购物人流第二多的室内购物中心——西埃德蒙顿购物中心和加拿大最大的历史公园——埃德蒙顿堡垒公园（Fort Edmonton Park）。同时享誉全加拿大的阿爾伯塔大學（University of Alberta）位于城市中心并有百年历史，阿尔伯塔大学常年位于加拿大研究型大学排行榜前五。2004年，埃德蒙顿庆祝其建市100周年（1904年）。

## 历史

### 探索與定居
大约在公元前3000年，或可说早于公元前10000年，今天称为埃德蒙顿的地方就有人类的活动。当地居民们享用着此区丰富的木材资源，水源和地区的野生动植物存活了千百年。原住民族群為克里族人，且稱愛德蒙頓現今地區為阿米斯夸其瓦斯卡希剛（克里語：ᐊᒥᐢᑿᒌᐚᐢᑲᐦᐃᑲᐣ / Amiskwacîwâskahikan），意即克里語中「河狸丘之家」（英文：beaver hill house）。
1754年，哈德逊湾公司的研究探险者“安东尼·瀚迪”横跨加拿大大草原试图寻找原住民，并与他们建立一个毛皮交易中心。他很可能就是到达埃德蒙顿的第一位欧洲移民者。哈德逊湾公司遂於1795年於北萨斯喀彻温河的北岸建立埃德蒙顿堡；名稱是由約翰·彼特·普雷登建議，來自英國北伦敦郊区的愛民頓，亦即哈德逊湾公司董事詹姆士·温德·莱克以及普雷登本人的故乡。
西北公司的皮毛商人“约翰·罗万德”于1804年来到埃德蒙顿，按照罗万德所的计划，埃德蒙顿边界交易站成为首要的经济来源中心之一。两个公司于1821年间合并，1830年，最后的一个交易站建于目前艾伯塔省议会大厦的位置。而到了十九世纪末，愛民頓一帶肥沃的土地吸引了大批移民到此定居，鞏固了愛民頓作為地區商業及農業中心的地位。隨著育空淘金热於1897年展開，埃德蒙顿又成为淘金者的重要停靠点。
埃德蒙顿于1904年建市，当时人口为8,350人，1905年9月1日起成为新建的艾伯塔省的省会。加拿大北方鐵路愛民頓段於同年11月開通，加劇了愛民頓的增長速度。

### 世界大战时期
1910年代，埃德蒙顿由于其不动产价格的提升而开始迅速发展。1912年，埃德蒙顿与北萨斯喀彻温河（North Saskatchewan River）以南的斯垂斯科那市（Strathcona）合并，成为地跨河两岸的城市。
到第一次世界大战前，由于不动产繁荣市场的忽然中断，城市人口从1914年的72,500人下降到两年后的54,000人。战争爆发后，由于加拿大不少青壮年进入军队，城市人口再次下降。战争结束后人口和经济才有所复苏，但总体而言，一战之后的二十年（即1920-30年代）是埃德蒙顿发展缓慢的时期。
1929年，埃德蒙顿市中心机场的前身布莱奇福特机场启用，这是加拿大第一个得到许可的飞机场。这个机场被用于加拿大北部邮件、食物和药品运输的主要基地，也使得埃德蒙顿成为更名副其实的北方门户。第二次世界大战期間，埃德蒙顿亦成为興建阿拉斯加公路的重要基地，从而进入了第二个发展蓬勃时期。

### 石油工业繁荣时期

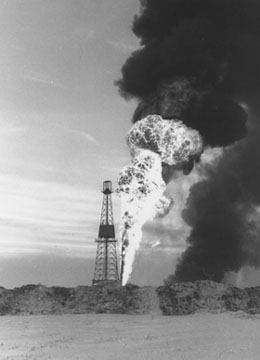
勒杜克1號油井

亞伯達省的石油首次于1947年2月13日在埃德蒙顿南部的勒杜克（Leduc）镇发现，20世纪40－50年代在红水镇（Redwater）附近又不断发现石油。由于艾伯塔省的石油储量主要集中在北部和中部，埃德蒙顿从此成为本省石油工业的中心地区。
石油工业的兴盛和繁荣使埃德蒙顿获得了加拿大的石油之都的地位，自1950年代起，城市人口从149,000上涨到269,000人，1960年代这一移民趋势有所回落，但随着1973年的石油危机和1979年伊朗革命的发生，石油价格大幅上涨，埃德蒙顿再次进入兴旺阶段。1981年，城市人口已达到521,000人。
1978年，愛民頓成功舉辦英聯邦運動會。

### 近年发展
1981年，西部埃德蒙顿购物中心（West Edmonton Mall）建成开放，当时是世界上最大的购物中心，目前该购物中心是北美面积最二大及加拿大人流第二大的室内购物中心，并成为艾伯塔省旅游胜地之一，拥有一个室内娱乐公园、一个最大的室内水上公园，一个滑冰场、一个新奥尔良风格的酒吧和一座豪华宾馆，以及超过800所商店和服务场所。香港早期电影曾以此地作为拍摄场地。
1987年7月31日，一场破坏性极强的龍捲風袭击了城市，有二十七人在灾难中丧生，一列火车从北萨斯喀彻温河的桥上吹走。市民们经过努力战胜了灾难，当时市长赞誉埃德蒙顿为“冠军的城市”，这也成为城市的著名标语。
城市自1990年代以后经济再次开始繁荣，以石油工业为基础，埃德蒙顿已经形成了多样性的工作市场。来自加拿大各地的大量工人进入该城市，1996年至2013年间，埃德蒙顿都会区的人口增加了41%，从914,627增至1,290,000左右。到2044年预测人口将会增至2百万以上。

## 地理
埃德蒙顿位于全省的中部，海拔高度为668米。源自贾斯帕国家公园的北萨斯喀彻温河穿城而过，将埃德蒙顿分为两部分。

### 气候
埃德蒙顿四季分明，是典型的溫帶大陆性气候，但是冬天要比其南部的温尼伯和里贾纳暖和些，平均温度为 -11.7 °C。夏天凉爽，7月平均温度为17.5 °C。
| 埃德蒙顿（市中心，1971-2000） | 埃德蒙顿（市中心，1971-2000） | 埃德蒙顿（市中心，1971-2000） | 埃德蒙顿（市中心，1971-2000） | 埃德蒙顿（市中心，1971-2000） | 埃德蒙顿（市中心，1971-2000） | 埃德蒙顿（市中心，1971-2000） | 埃德蒙顿（市中心，1971-2000） | 埃德蒙顿（市中心，1971-2000） | 埃德蒙顿（市中心，1971-2000） | 埃德蒙顿（市中心，1971-2000） | 埃德蒙顿（市中心，1971-2000） | 埃德蒙顿（市中心，1971-2000） | 埃德蒙顿（市中心，1971-2000） |
| 月份                          | 1月                           | 2月                           | 3月                           | 4月                           | 5月                           | 6月                           | 7月                           | 8月                           | 9月                           | 10月                          | 11月                          | 12月                          | 全年                          |
| ----------------------------- | ----------------------------- | ----------------------------- | ----------------------------- | ----------------------------- | ----------------------------- | ----------------------------- | ----------------------------- | ----------------------------- | ----------------------------- | ----------------------------- | ----------------------------- | ----------------------------- | ----------------------------- |
| 平均高温 °C（°F）             | −7.3 (18.9)                   | −3.6 (25.5)                   | 2.1 (35.8)                    | 11.3 (52.3)                   | 17.6 (63.7)                   | 21.0 (69.8)                   | 22.8 (73.0)                   | 22.1 (71.8)                   | 16.8 (62.2)                   | 10.9 (51.6)                   | 0.0 (32.0)                    | −5.4 (22.3)                   | 9.0 (48.2)                    |
| 平均低温 °C（°F）             | −16 (3)                       | −13.1 (8.4)                   | −7.3 (18.9)                   | −0.3 (31.5)                   | 5.7 (42.3)                    | 10.0 (50.0)                   | 12.1 (53.8)                   | 11.1 (52.0)                   | 5.8 (42.4)                    | 0.3 (32.5)                    | −8.2 (17.2)                   | −13.9 (7.0)                   | −1.2 (29.8)                   |
| 平均降水量 mm（）             | 22.5 (0.89)                   | 14.6 (0.57)                   | 16.6 (0.65)                   | 26.0 (1.02)                   | 49.0 (1.93)                   | 87.1 (3.43)                   | 91.7 (3.61)                   | 69.0 (2.72)                   | 43.7 (1.72)                   | 17.9 (0.70)                   | 17.9 (0.70)                   | 20.9 (0.82)                   | 476.9 (18.78)                 |
| 平均降雨量 mm（）             | 1.3 (0.05)                    | 0.9 (0.04)                    | 2.1 (0.08)                    | 13.1 (0.52)                   | 45.1 (1.78)                   | 87.1 (3.43)                   | 91.7 (3.61)                   | 68.9 (2.71)                   | 42.3 (1.67)                   | 10.5 (0.41)                   | 1.9 (0.07)                    | 0.8 (0.03)                    | 365.7 (14.40)                 |
| 平均降雪量 cm（）             | 24.5 (9.6)                    | 15.8 (6.2)                    | 16.8 (6.6)                    | 13.4 (5.3)                    | 3.5 (1.4)                     | 0 (0)                         | 0 (0)                         | 0 (0)                         | 1.5 (0.6)                     | 7.8 (3.1)                     | 17.9 (7.0)                    | 22.3 (8.8)                    | 123.5 (48.6)                  |
| 平均降水天数                  | 11.9                          | 8.6                           | 8.4                           | 7.8                           | 11.3                          | 14.3                          | 14.4                          | 12.4                          | 9.8                           | 7.0                           | 9.1                           | 10.9                          | 125.9                         |
| 平均降雨天数                  | 0.9                           | 1.0                           | 1.2                           | 5.1                           | 10.8                          | 14.3                          | 14.4                          | 12.4                          | 9.5                           | 5.0                           | 1.7                           | 0.8                           | 77.1                          |
| 平均降雪天数                  | 11.7                          | 8.2                           | 7.8                           | 4.0                           | 1.0                           | 0                             | 0                             | 0                             | 0.6                           | 2.5                           | 7.9                           | 10.6                          | 54.3                          |
| 月均日照時數                  | 95.0                          | 121.2                         | 172.9                         | 237.6                         | 277.5                         | 279.7                         | 305.6                         | 278.5                         | 184.3                         | 166.8                         | 101.3                         | 78.7                          | 2,299.1                       |
| 来源：加拿大大环境部          |                               |                               |                               |                               |                               |                               |                               |                               |                               |                               |                               |                               |                               |

## 经济
埃德蒙顿是亞伯達省北方的经济中心和石油、天然气工业的中心。2019年的GDP为915亿美元。
埃德蒙顿传统上就是艾伯塔省石油工业的中轴城市，1940年代起就得到了“加拿大石油之都”的美称。供应与服务工业的驱动和新科技发展的支撑使得艾伯塔省大量的石油、天然气和油沙储量增加了更多的价值。有报道称其储量在世界上排名第二，仅次于沙特阿拉伯。
尽管石油工业是發展重心，埃德蒙顿仍有其他完善及長遠的經濟规划，故其经济的多样性與全國亦能排行第二。

## 交通

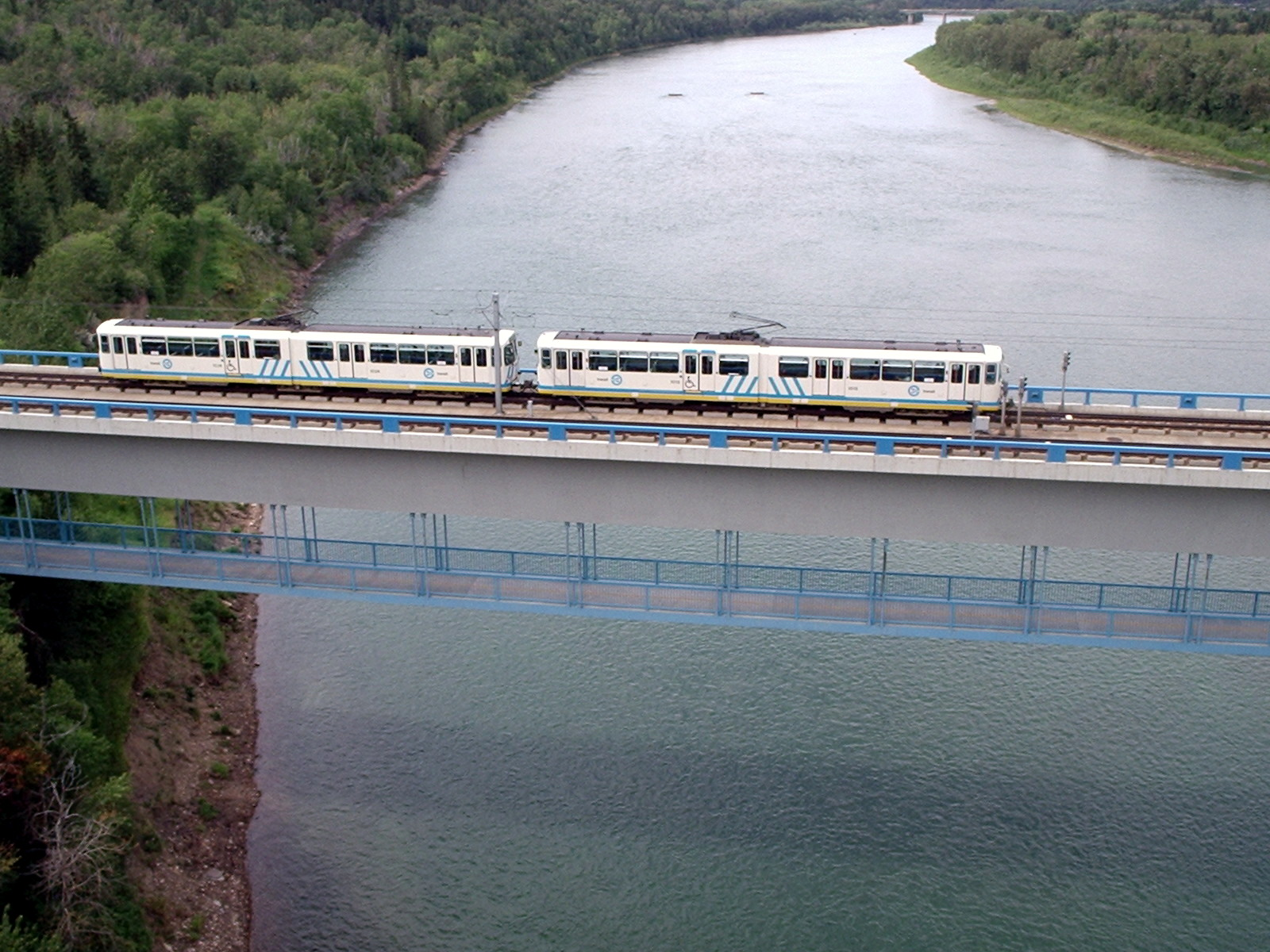
Dudley B. Menzies 輕鐵專用橋

埃德蒙顿是通往亞省北部和加拿大北部的主要門戶。愛民頓一帶有兩個機場，分別為愛民頓國際機場和埃德蒙顿市中心機場，後者已於2013年關閉。愛民頓國際機場有航班來往美國、歐洲、墨西哥和加勒比海一帶的城市，亦有包機前往日本；愛民頓市中心機場則主要服務前往亞省北部的小型航綫。由VIA鐵路營運的城際火車由埃德蒙顿車站出發，前往賈斯珀國家公園、沙省和卑詩省。愛民頓是加拿大國家鐵路的重要樞紐，而該公司的營運中心亦設於埃德蒙顿。
埃德蒙顿公車局於市内营运輕鐵和巴士服務。轻轨服务始於1978年，在往后数十年間经历了数次扩建工程。目前共有首都線、都會線與河谷線三条线路。埃德蒙顿轻轨被视为北美首条現代轻轨线。
埃德蒙顿市内的道路网大致呈棋盆狀，但1950年代以後發展的新區卻不一定跟隨此格局。街道主要以數字命名，南北向的為街( ST )，而東西向的則為大道( AVE )。愛民頓市的主要公路如下：
- 艾伯塔省2号省道（伊利沙伯二世公路）：亞省的主要南北向公路，向南直通卡加利；
- 艾伯塔省16號公路（耶洛黑德公路）：亞省其中一條主要東西向公路，為橫加公路系統的一部分；
- 艾伯塔省216號公路（安东尼·瀚迪大道）：以環形方式圍繞愛德蒙頓。

## 体育
- NHL的愛民頓油人（Edmonton Oilers）
- CFL的Edmonton Eskimos

## 文化教育

### 学校
- 阿尔伯塔大学
- 阿薩巴斯卡大學
- 北阿尔伯塔理工学院 (NAIT)
- 麦科文大学

### 节日
- 埃德蒙顿骄傲节

## 姐妹城市
埃德蒙顿共有5個姊妹城市.
- 加拿大 加蒂諾 (1967)
- 中國 哈爾濱 (1985)
- 原州市 (1998)
- 美国 纳什维尔 (1990)
- 荷蘭 貝亨奧普佐姆 (2013)